# 秋田県道112号久保秋田線
秋田県道112号久保秋田線（あきたけんどう112ごう くぼあきたせん）は、秋田県南秋田郡五城目町から秋田市へ至る一般県道である。

## 概要
起点の南秋田郡五城目町から井川町葹田までは通行不能区間で、実際の路線は井川町葹田から井川町赤沢間と、潟上市山岸から終点までである。また、潟上市山岸から秋田市金足黒川は、未整備区間で冬期通行止めになる。
金足黒川から先はほぼ南西方向に進み、秋田自動車道を立体交差し、さらに終点付近でJR東日本 奥羽本線を踏切で平面交差して国道7号交点に至る。終点付近には上飯島駅があり、上りホームは踏切の南側、下りホームは踏切の北側にある。

### 路線データ
- 総延長 : 22.273 km[2]
- 実延長 : 14.297 km[2]

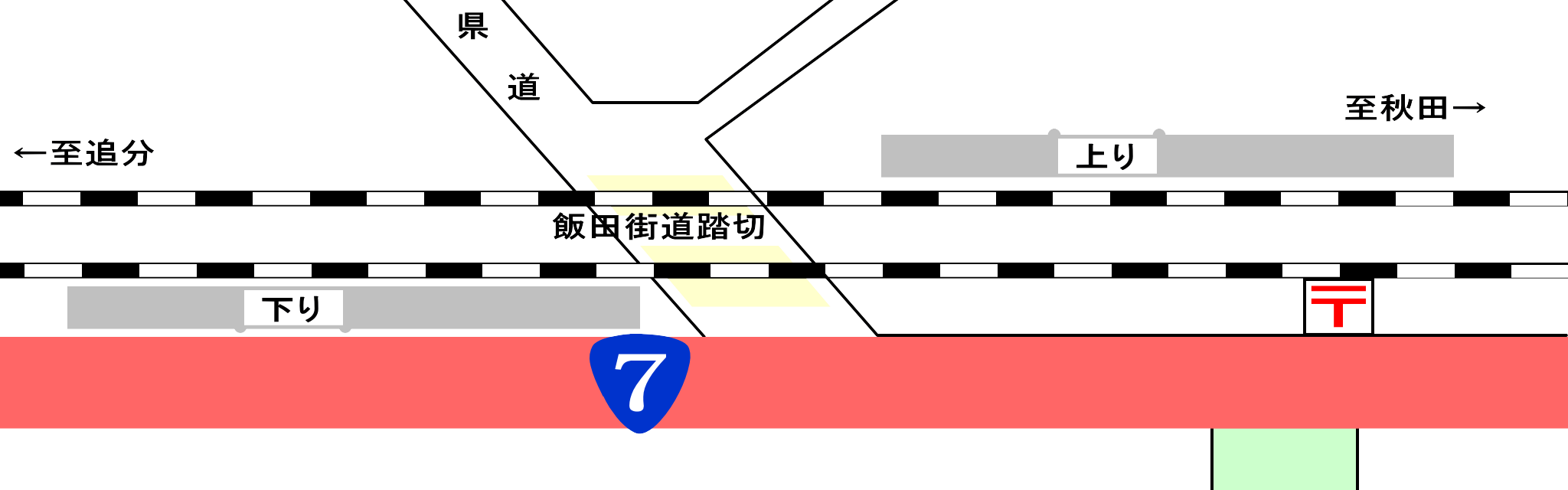
終点付近

- 起点 : 秋田県南秋田郡五城目町久保上川原121番（秋田県道15号秋田八郎潟線交点）[3]地図（およその位置）
- 終点 : 秋田県秋田市飯島字鼠田35番1（上飯島駅前交差点、国道7号交点）[3]北緯39度46分48.1秒 東経140度4分3.66秒
- 未供用区間 : 7.940 km[2][4]
  - 南秋田郡五城目町舘越字兀ノ下148番1地先から井川町葹田字神成沢47地先[5]
  - 南秋田郡井川町赤沢字森沢1番4から字丸木橋7番1地先[5]

## 歴史
- 1959年（昭和34年）2月17日 - 秋田県道に認定される[3]。
- 2014年（平成26年）3月25日 - 通行不能区間の南秋田郡五城目町舘越字兀ノ下148番1地先から井川町までと井川町から潟上市までの供用を廃止し、未供用区間にする[5]。

## 路線状況

### 都市計画道路
一部の区間が以下の都市計画道路と重複する。
- 大浜上新城線

### 重複区間
- 秋田県道228号北の又井川線（南秋田郡井川町葹田・地内）、370m[2]

### 冬期閉鎖区間
- 区間 : 潟上市昭和豊川上虻川 - 秋田市金足黒川字深田[6]
  - 期日 : 11月下旬 - 4月中旬[7]

### 交通不能区間
- 五城目町館越大不動 - 井川町旋田中ノ目[8]
- 井川町井内上野 - 潟上市昭和豊川[8]

## 地理

### 通過する自治体
- 南秋田郡五城目町 - 南秋田郡井川町 - 潟上市 - 秋田市

### 交差する道路

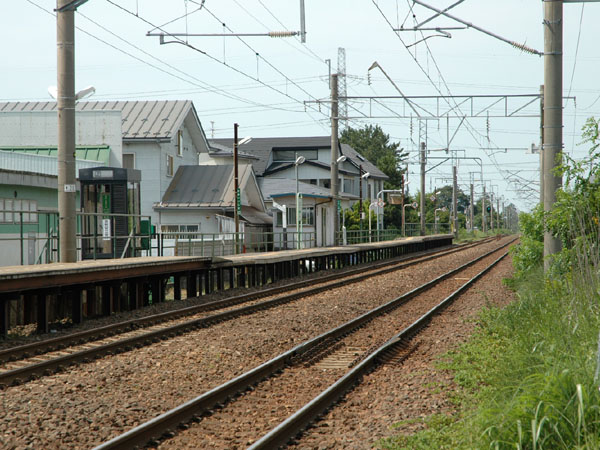
終点・上飯島駅下りホーム

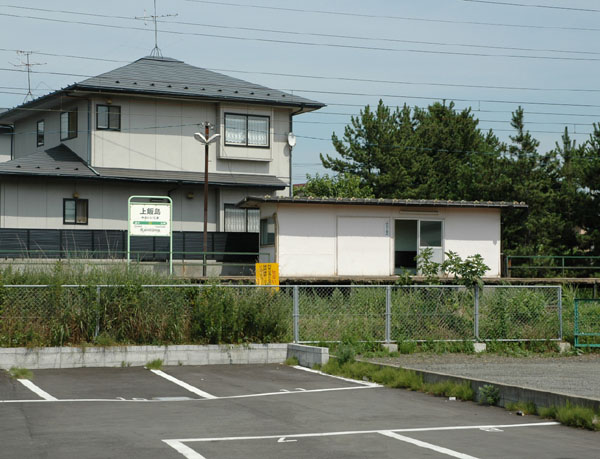
終点・上飯島駅上りホーム

| 施設名                       | 接続路線名                                                                         | 備考                          | 所在地                                                         |
| ---------------------------- | ---------------------------------------------------------------------------------- | ----------------------------- | -------------------------------------------------------------- |
|                              | 秋田県道15号秋田八郎潟線                                                           | 起点                          | 南秋田郡五城目町久保上川原                                     |
| 【未供用区間・交通不能区間】 |                                                                                    |                               |                                                                |
| 〈井川町側起点〉             | 秋田県道228号北の又井川線                                                          | 起点方向通行不能 重複区間370m | 南秋田郡井川町葹田・地内北緯39度54分14.17秒 東経140度7分7.89秒 |
| 〈井川町側終点〉             |                                                                                    |                               | 南秋田郡井川町赤沢北緯39度53分31秒 東経140度7分21.6秒          |
| 【未供用区間・交通不能区間】 |                                                                                    |                               |                                                                |
| 〈潟上市側起点〉             | 秋田県道229号古井内大久保停車場線                                                  | 起点方向通行不能              | 潟上市昭和豊川上虻川北緯39度51分28.38秒 東経140度7分17.55秒    |
| 金足片田交差点               | 秋田県道41号秋田昭和線                                                             |                               | 秋田市金足片田鴪坂北緯39度48分56.56秒 東経140度5分12.06秒      |
|                              | 都市計画道路横山金足線                                                             |                               | 秋田市飯島前田表北緯39度47分17.23秒 東経140度4分20.27秒        |
| 上飯島駅前交差点 上飯島駅    | 国道7号 （＝重複 国道101号・国道285号） （秋田県道56号秋田天王線=国道7号経由150m） | 終点                          | 秋田市飯島字鼠田                                               |

### 沿線の施設
- 秋田市下新城地区コミュニティセンター
- JR東日本 奥羽本線 上飯島駅